# Cornelis Willem Opzoomer
Cornells Willem Opzoomer, född den 20 september 1821 i Rotterdam, död den 23 augusti 1892 i Oosterbeek, var en holländsk filosof, far till Adéle Sophia Cornelia von Antel.
Opzoomer var professor i Utrecht från 1846. Först påverkad av Krause, övergick han till en mer empirisk åsikt, som närmade honom till positivismen. Han avhöll sig från all metafysisk spekulation och sökte ställa sitt tänkande i det praktiska livets tjänst, tillämpande även inom filosofin de naturvetenskapliga metoderna. Emellertid erkände han även skönhetskänslan samt de sedliga och religiösa känslorna som kunskapskällor. 
Hans handbok i logik, Weg der wetenschap (1851), omarbetades fullständigt i upplagorna 1863 och 1867. Hans samlade mindre skrifter utkom 1886–1887 i 3 band under titeln Losse bladen. Opzoomer ansågs vara Hollands främste filosof i samtiden och hade många lärjungar, bland andra B.H.C.K. van der Wijck, som om Opzoomer skrev en uppsats i "Zeitschrift für Philosophie und philosophische Kritik" (1895).